# Susan Jeffers
Pour les articles homonymes, voir Jeffers.
 (septembre 2018).
Susan Jeffers (3 mars 1938 – 27 octobre 2012, 74 ans) est une psychologue américaine et auteure de livres de développement personnel.

## Biographie et Formation
Susan Jeffers est née Susan Gildenberg à Hazleton, en Pennsylvanie, le 3 mars 1938. 
Susan Jeffers a commencé sa formation universitaire à l'université d'État de Pennsylvanie, mais a abandonné ses études quand elle a épousé son premier mari. Dans les années 1960, la famille déménagea à Manhattan, où Jeffers passa des diplômes, puis un doctorat en psychologie au Hunter College et à l'université Columbia. 

## Travail
En 1971, Susan Jeffers est devenu directrice générale du Floating Hospital à New York. Elle a ensuite donné un cours sur la peur à la New School for Social Research
Elle a publié son premier livre de développement personnel, et sans doute le plus connu, en 1987 : Tremblez mais osez. Il a été vendu à des millions d'exemplaires et traduit dans plus de trente-cinq langues. En plus de son travail d'auteure, Susan Jeffers organisait également des ateliers et des séminaires.
Susan Jeffers est morte d'un cancer d'origine indéterminée le 27 octobre 2012 à Los Angeles, en Californie.